# Borbet GmbH
Die Borbet GmbH ist ein deutscher Hersteller von Leichtmetall-Rädern. Hauptsitz des inhabergeführten Familienunternehmens ist Hallenberg-Hesborn im Sauerland. 

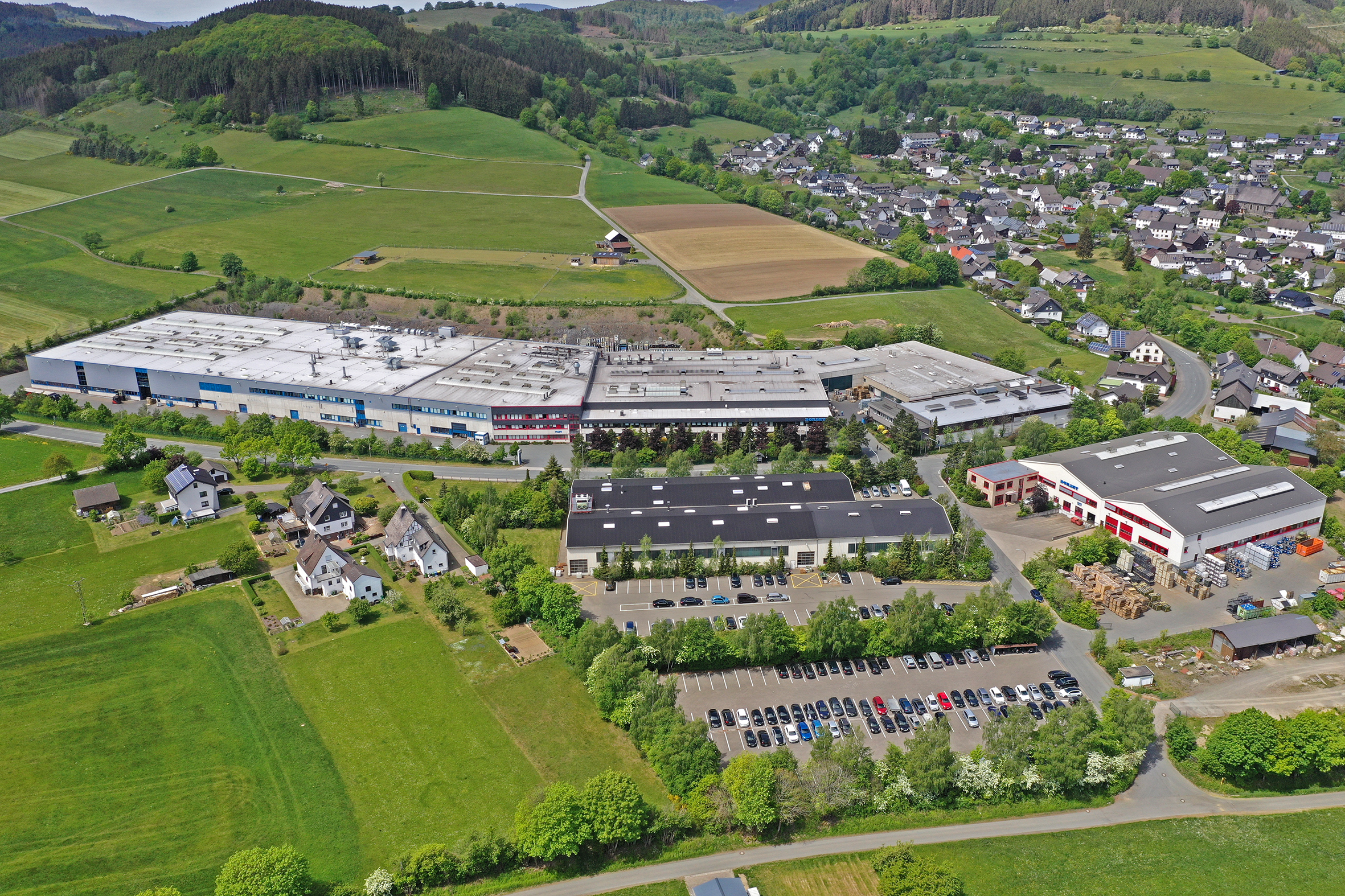
Stammsitz in Hallenberg-Hesborn

## Geschichte
Das Unternehmen Borbet wurde 1881 als Messinggießerei von Gustav Borbet im westfälischen Altena gegründet. 1928 erweiterte Wilhelm Borbet die Produktion um Aluminiumsandguss. Peter Wilhelm Borbet gründete 1962 den heutigen Firmenhauptsitz in Hallenberg-Hesborn. Zunächst wurden am neuen Standort verschiedene Gussteile produziert, ab 1977 begann die Produktion von Leichtmetallrädern. 
Ab 1989 expandierte das Unternehmen durch Übernahmen kontinuierlich, so wurde zuerst CW-Fahrzeugtechnik, später Austria Aluguss (1996), Kronprinz Aluguss (2001) und AWI South Africa (2003) übernommen. Des Weiteren errichtete die Borbet GmbH zwei neue Werke in Medebach (1998–2001) und Bad Langensalza (2003). Das Werk im thüringischen Bad Langensalza wurde im November 2003 fertiggestellt, nach 15 Monaten Bauzeit. Im Jahr 2015 wurde ein neues Werk in Kodersdorf, Sachsen, gegründet, die Borbet Sachsen GmbH.
Im März 2023 ging die Borbet Solingen GmbH in Insolvenz. Das Werk wurde Ende des Jahres 2023 geschlossen.

## Unternehmensstruktur

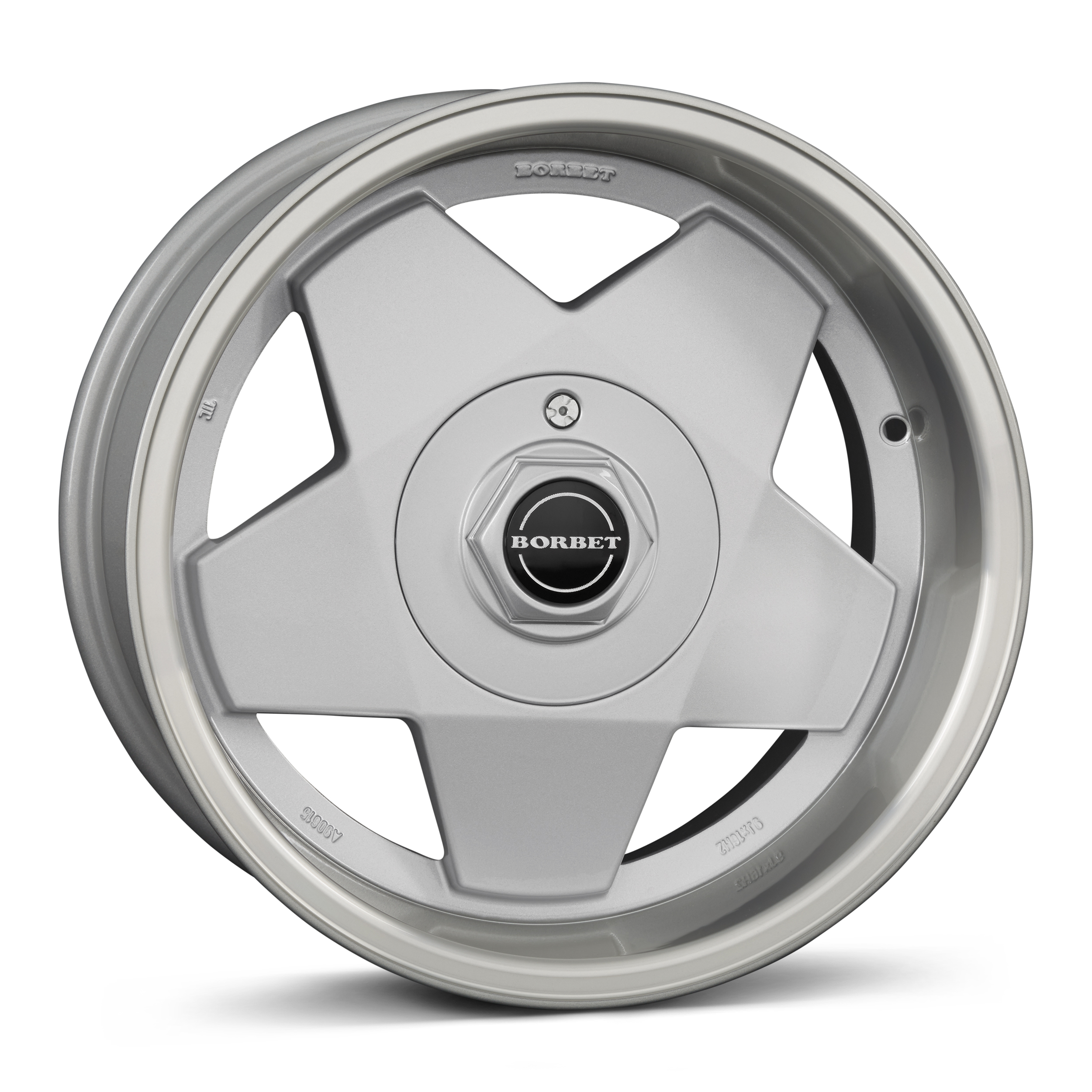
Aluminiumrad von Borbet auf der Tuning World Bodensee

Die Borbet-Gruppe ist an acht Standorten auf zwei Kontinenten präsent. Die Standorte verteilen sich auf die Werke im Sauerland mit Standorten in Hallenberg-Hesborn (Stammwerk) und Medebach. Weitere Werke sind die Borbet Thüringen GmbH in Bad Langensalza, die Borbet Solingen GmbH (ehemals Kronprinz Aluguss) in Solingen, die Borbet Vertriebs GmbH (ehemals CW Fahrzeugtechnik) in Niederneuching, die Borbet Sachsen GmbH in Kodersdorf, die Borbet Austria (ehemals Austria Aluguss) in Ranshofen (Österreich), die Borbet S.A. in Gqeberha (Südafrika). 
Borbet produziert zu 96 Prozent als Erstausrüster OEM-Ware für Automobilhersteller (z. B. BMW, Chrysler, Mercedes-Benz Group, Ford, General Motors, Porsche, Volkswagen AG) die restlichen 4 Prozent werden für den Zubehörmarkt produziert.